# Троїцька церква (Сосниця)
Троїцька церква — кам'яна церква у стилі українського бароко, яка знаходилась смт Сосниця, Чернігівської області.

## Історія
У 1702 році почалося спорудження кам'яного Свято-Троїцького собору. Будував його своїм коштом за 4000 руб. «купец знатный» Григорій Іванович Коренько, але цього ж року був убитий грабіжниками. Його дружина Марія Іванівна на честь загиблого чоловіка «за семисот рублей устроила каменную колокольню». І вже після смерті Марії Іванівни її племінники Василь і Данило Рублєвські «тую же каменную колокольню достроили и мастерам доплатили».
Довгий час протоієреєм собору був Федір Полторацький, батько відомого співака і диригента Марка Полторацького.
За даними перепису 1767 року при соборі була школа «с дьячком и псаломщиком и шпиталь с нищими».
У 1787 році імператриця Катерина II, проїжджаючи через Сосницю, побувала в соборі і «пожалувала» на оновлення храму 500 карбованців.
Троїцький собор підірвали більшовики у 1950-х.